# Saint-Laurent (Québec)
Saint-Laurent è un distretto (arrondissement) della città di Montréal nella provincia del Québec in Canada, il più grande dei quartieri di Montréal.
Prima della fusione, avvenuta nel 2002, era una città indipendente.

## Storia
Fondata nel 1720, è stata inglobata dalla città di Montréal nel 2002 ad opera del Parti Québécois, un partito di centro-sinistra.
Nel 2004 si è tenuto un referendum per l'indipendenza della città che è risultato in un 75% di voti a favore della separazione dalla città di Montréal, tuttavia non era stato raggiunto il numero minimo di voti in quanto solamente il 28,5% della popolazione partecipò (a fronte del limite di 35%).

## Economia

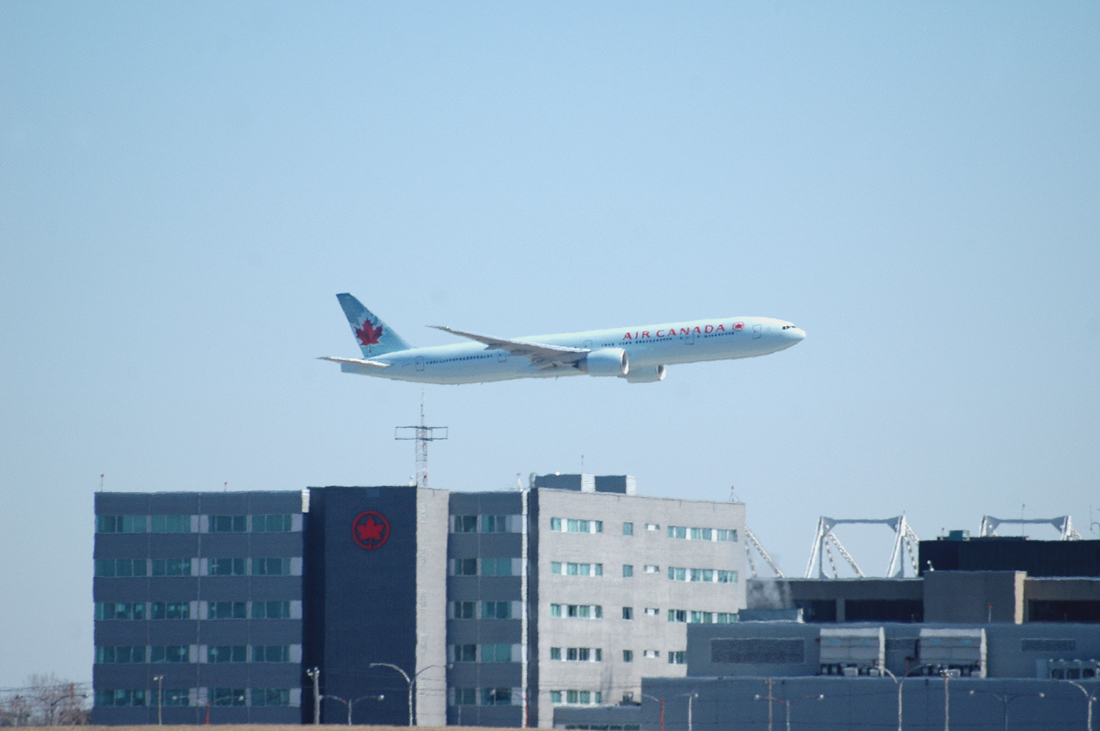
Air Canada Centre, la sede della compagnia aerea Air Canada

Saint-Laurent è il secondo più grande hub lavorativo all'interno della regione metropolitana, dopo il centro di Montréal.
L'Air Canada Centre, noto anche come La Rondelle, è il quartier generale della compagnia aerea canadese Air Canada, il quale si trova all'interno del aeroporto Internazionale di Montréal-Pierre Elliott Trudeau situato a Saint-Laurent. Nel 1990 la compagnia aerea ha spostato la propria sede dal centro di Montréal all'aeroporto per ridurre i costi.
Inoltre la sede di Air Transat ed un ufficio regionale della Air Canada Jazz sono locati a Saint-Laurent. Prima della sua dissoluzione anche la Jetsgo aveva la sua sede a Saint-Laurent.
La Bombardier Aerospace ha, a Saint-Laurent, uno stabilimento della divisione aerei anfibi ed uno stabilimento per la costruzione della fusoliera per il progetto CSeries.
Il Norgate shopping center, è stato il primo centro commerciale costruito in Canada, nel 1949, il quale è ancora operativo.

## Infrastrutture e trasporti
Saint-Laurent è sede di un terminal autobus, due stazioni della metropolitana di Montréal, tre stazioni ferroviarie, quattro autostrade ed un'autostrada secondaria.
A Saint-Laurent vi sono due aeroporti: l'aeroporto di Cartierville, ora dismesso, e l'aeroporto Internazionale di Montréal-Pierre Elliott Trudeau.